# Alcaracejos
Alcaracejos – gmina w Hiszpanii, w prowincji Kordoba, w Andaluzji, o powierzchni 175,62 km². W 2011 roku gmina liczyła 1545 mieszkańców.